# Marcilly-la-Campagne
Marcilly-la-Campagne és un municipi francès situat al departament de l'Eure i a la regió de Normandia. L'any 2007 tenia 915 habitants.

## Demografia

### Població
El 2007 la població de fet de Marcilly-la-Campagne era de 915 persones. Hi havia 336 famílies de les quals 73 eren unipersonals (51 homes vivint sols i 22 dones vivint soles), 84 parelles sense fills, 150 parelles amb fills i 29 famílies monoparentals amb fills.
La població ha evolucionat segons el següent gràfic:
Habitants censats

### Habitatges
El 2007 hi havia 419 habitatges, 338 eren l'habitatge principal de la família, 56 eren segones residències i 26 estaven desocupats. Tots els 419 habitatges eren cases. Dels 338 habitatges principals, 318 estaven ocupats pels seus propietaris, 16 estaven llogats i ocupats pels llogaters i 5 estaven cedits a títol gratuït; 5 tenien dues cambres, 41 en tenien tres, 77 en tenien quatre i 215 en tenien cinc o més. 244 habitatges disposaven pel capbaix d'una plaça de pàrquing. A 126 habitatges hi havia un automòbil i a 201 n'hi havia dos o més.

### Piràmide de població
La piràmide de població per edats i sexe el 2009 era:
| Homes | Edats   | Dones |
| ----- | ------- | ----- |
| 0     | 95 o +  | 0     |
| 0     | 90 a 94 | 4     |
| 0     | 85 a 89 | 4     |
| 0     | 80 a 84 | 4     |
| 16    | 75 a 79 | 8     |
| 12    | 70 a 74 | 4     |
| 16    | 65 a 69 | 20    |
| 20    | 60 a 64 | 20    |
| 16    | 55 a 59 | 8     |
| 32    | 50 a 54 | 24    |
| 16    | 45 a 49 | 16    |
| 32    | 40 a 44 | 40    |
| 40    | 35 a 39 | 36    |
| 16    | 30 a 34 | 32    |
| 8     | 25 a 29 | 8     |
| 16    | 20 a 24 | 12    |
| 44    | 15 a 19 | 28    |
| 60    | 10 a 14 | 20    |
| 8     | 5 a 9   | 16    |
| 28    | 0 a 4   | 20    |

## Economia
El 2007 la població en edat de treballar era de 591 persones, 473 eren actives i 118 eren inactives. De les 473 persones actives 436 estaven ocupades (239 homes i 197 dones) i 36 estaven aturades (17 homes i 19 dones). De les 118 persones inactives 40 estaven jubilades, 47 estaven estudiant i 31 estaven classificades com a «altres inactius».

### Ingressos
El 2009 a Marcilly-la-Campagne hi havia 362 unitats fiscals que integraven 989 persones, la mediana anual d'ingressos fiscals per persona era de 19.424 €.

### Activitats econòmiques
Dels 40 establiments que hi havia el 2007, 1 era d'una empresa de fabricació de material elèctric, 3 d'empreses de fabricació d'altres productes industrials, 14 d'empreses de construcció, 5 d'empreses de comerç i reparació d'automòbils, 2 d'empreses de transport, 1 d'una empresa d'hostatgeria i restauració, 1 d'una empresa immobiliària, 9 d'empreses de serveis, 1 d'una entitat de l'administració pública i 3 d'empreses classificades com a «altres activitats de serveis».
Dels 13 establiments de servei als particulars que hi havia el 2009, 1 era un taller de reparació d'automòbils i de material agrícola, 4 paletes, 2 guixaires pintors, 1 fusteria, 4 lampisteries i 1 restaurant.
L'any 2000 a Marcilly-la-Campagne hi havia 12 explotacions agrícoles que ocupaven un total de 728 hectàrees.

## Equipaments sanitaris i escolars
El 2009 hi havia una escola elemental.

## Poblacions més properes
El següent diagrama mostra les poblacions més properes.